# Ibigny
Ibigny (deutsch Ibingen) ist eine französische Gemeinde mit 90 Einwohnern (Stand 1. Januar 2022) im Département Moselle in der Region Grand Est (bis 2015 Lothringen). Sie gehört zum Arrondissement Sarrebourg-Château-Salins.

## Geografie
Die Gemeinde Ibigny liegt etwa 15 Kilometer südwestlich von Sarrebourg nahe der Grenze zum Département Meurthe-et-Moselle auf einer Höhe zwischen 285 und 341 m über dem Meeresspiegel. Das Gemeindegebiet umfasst 4,76 km².
Zur Gemeinde Ibigny gehört der etwas nordwestlich gelegene Weiler Hablutz, wo sich ein Eselhof befindet.

## Geschichte
Das Dorf wurde 1137 erstmals als Ibingen erwähnt. Das Gemeindewappen erinnert an die beiden früheren Herrschaften über Ibigny: die Lachse stehen für die Herren von Blâmon; Lilie und Stern symbolisieren die Herren von Turquesteins. Seit 1681 gehört Ibigny zu Frankreich.

### Bevölkerungsentwicklung
| Jahr      | 1962 | 1968 | 1975 | 1982 | 1990 | 1999 | 2007 | 2019 |
| Einwohner | 111  | 122  | 117  | 95   | 85   | 88   | 90   | 96   |

## Belege
1. ↑  Die fränkischen und alemannischen Siedlungen in Gallien - Adolf Schiber
2. ↑  [ Wappenbeschreibung auf genealogie-lorraine-fr] (französisch)